# 冷水坑
冷水坑，位於台灣台北市士林區菁山里中部西側，是陽明山國家公園內的景點。該地區在地形上為七星山、七股山與竹篙山之間的低窪地區，海拔約740公尺。

## 概述
冷水坑原為七星山與七股山熔岩堰塞所形成的湖泊，其後因為地形變遷使得湖水外流而逐漸乾涸，湖底露出後形成窪地。該地區位於七星山群峰的東南側山麓，海拔約740公尺。夏季最熱氣溫僅約攝氏30度左右，相對於台北市區的酷熱難耐，明顯涼爽許多，因而成為台北地區的夏季避暑聖地之一。周邊景點有冷水坑公共溫泉浴室、夢幻湖、七星公園、牛奶湖、菁山吊橋、冷水坑生態池、雍來礦場跡地及擎天崗等，提供多元的休憩環境。

## 遊客服務站
「冷水坑遊客服務站」除了休憩基本設施外，亦提供展示、解說導覽（線上預約）、遊憩諮詢、免費手機充電及免費輪椅出借等服務；並設有販賣部，販售相關出版品、紀念品等。

## 登山步道
冷水坑是七星山群峰的登山據點之一，常見的攀登方式是連登七星東峰、七星主峰，由冷水坑出發直接逆行「七星主峰·東峰步道」即可。該步道逆行路線為冷水坑登山口—七星東峰—七星主峰—小油坑登山口，全長約3.7公里。
「冷擎步道」是銜接冷水坑與擎天崗大草原的主要步道，其路線為冷水坑遊客服務站—菁山吊橋—雞心崙觀景平台—擎天崗草原，全長約1.6公里。
七星主峰·東峰步道、冷擎步道共同組成臺北大縱走第三段（小油坑遊客服務站至二子坪遊客服務站）當中的前段部分。

## 交通
菁山路101巷是由山豬湖通往擎天崗的道路，經過冷水坑遊客服務站，並設有相距約三十公尺的兩座停車場。在北側的二號停車場旁為「中湖戰備道路」叉路口，經由該戰備道路可連接省道陽金公路（金山—陽明山）。菁山路101巷南端連接菁山路，該道路往西可連接格致路、仰德大道，往東可連接平等街、至善路、士林市區，車輛可分別由金山、陽明山、士林市區等地區前來此地。
在公共交通工具方面，公車108全程車（陽明山遊園公車）及小15在冷水坑遊客服務站前的一號停車場內設有站牌「冷水坑服務站」，並在二號停車場旁設有站牌「冷水坑」。